# Alonso de Fuenmayor
Alonso de Fuenmayor (1502-1 de março de 1554) foi um prelado católico romano que serviu como arcebispo de São Domingos de 1546 a 1554 e bispo da mesma diocese de 1538 a 1546.

## Biografia
Alonso de Fuenmayor nasceu em Calahorra, Espanha. No dia 27 de outubro de 1538, foi nomeado pelo Rei da Espanha e confirmado pelo Papa Paulo III como Bispo de São Domingos. Em março de 1538, foi consagrado bispo por Rodrigo de Bastidas y Rodriguez de Romera, bispo de Coro. A 12 de fevereiro de 1546, foi nomeado pelo Papa Paulo III como Arcebispo de São Domingos após a elevação da diocese, onde serviu como arcebispo até à sua morte a 1 de março de 1554.